# Nikumaroro
Nikumaroro, abans illa Gardner, és una de les illes Fènix, a la república de Kiribati. És deshabitada.

## Geografia
Nikumaroro és un atol de forma triangular de 6 km de llarg i 2 km d'ample, amb una superfície emergida de 4,1 km² i una llacuna de 4 km².

## Història
Va ser anomenat, el 1827, pel nord-americà Joshua Coffin del balener Ganges en honor del seu sogre Gideon Gardner. Històricament també s'ha anomenat illa Kemins, illa Mary Letitia i Motu Oonga.
El 1892 es va intentar establir una petita colònia britànica per plantar cocoters, però es va abandonar al cap d'un any.
El 1938 es van establir colons de les superpoblades illes Gilbert. La població va arribar a un màxim de 100 habitants, però la falta d'aigua potable va fer que, des del 1965, torni a ser deshabitada.
Actualment l'illa és visitada esporàdicament per biòlegs atrets pel ric ecosistema. S'han observat diverses espècies de taurons i dofins, cracs molt agressius, i algunes espècies de peixos verinosos.